# 阿部正房
阿部 正房（あべ まさふさ）は、江戸時代の旗本。忍藩主阿部正能の三男。
万治元年（1658年）、阿部正能（当時は忍藩主阿部忠秋の養嗣子にして大多喜藩主）の三男として生まれる。寛文12年12月8日（1673年）、将軍徳川家綱にはじめて御目見する。延宝5年（1677年）7月4日、父の隠居と兄正武の家督相続にあたり、阿部家所領から上総国夷隅郡（旧大多喜藩領）のうち3000石を分与され、寄合に列する。
貞享4年（1687年）6月13日、小姓組番頭となり、同年12月25日、従五位下・越中守に叙任された。元禄10年（1697年）8月28日、書院番頭。宝永3年（1706年）11月26日に江戸城西の丸に勤務し、宝永6年（1709年）から本丸勤めになった。
享保7年（1722年）7月1日、辞職。そして同年12月22日に隠居し以信と名乗る。この時、家督を継いだ息子の正興から隠居料として600石を譲られた。享保13年（1728年）9月晦日、死去。享年71。